# Avundsjuka
|  | Wiktionary har en ordboksartikel om avundsjuka. |

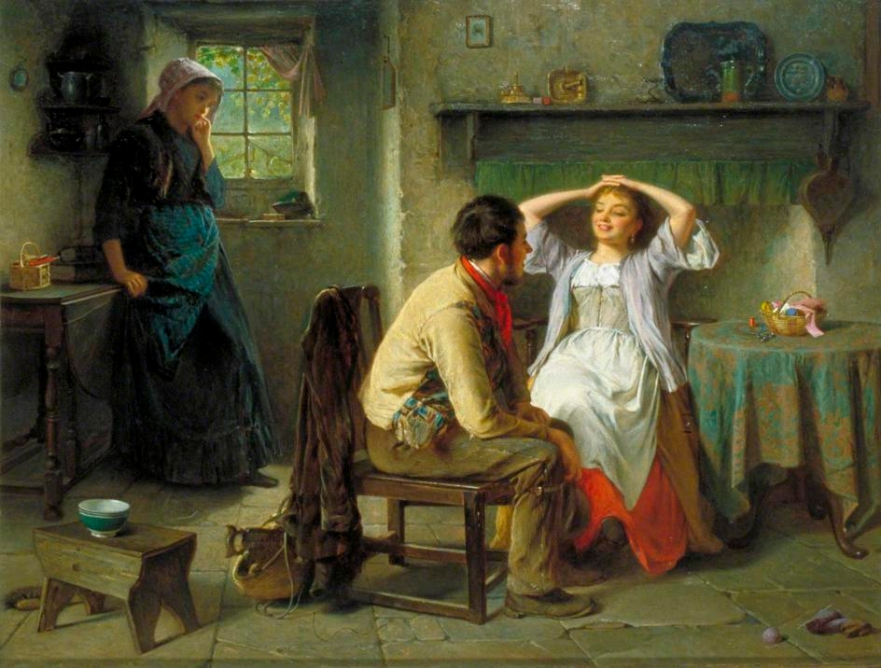
Konstverk innehållande avundsjuka.

Avundsjuka är en sjuklig eller plågande avund eller avundsamhet. Exempelvis avundsjuka över att andra skulle ha något vackert. Känslan av avund kan vara varaktig.
Avundsjuka består ofta av en kombination av frambringade känslor som ilska, sorg och avsky.
Avundsjuka är en välbekant upplevelse i mänskliga relationer. Det har observerats hos fem månaders gamla spädbarn och äldre.
Vissa hävdar att avundsjuka finns i varje kultur, medan andra menar att avundsjuka är ett kulturspecifikt fenomen.
Känslan av avundsjuka är vanligen förstärkt som en serie särskilt starka känslor, och konstruerad som en universell mänsklig erfarenhet. Avundsjukan har varit ett tema i många konstnärliga verk som försöker privilegiera engifta samtal.
Psykologer har föreslagit flera modeller av de processer som ligger bakom avundsjuka och har identifierat faktorer som resulterar i avundsjuka.
Sociologer har visat att kulturella föreställningar och värderingar spelar en viktig roll i bestämningen om vad som triggar avundsjukan och vad som utgör socialt acceptabla uttryck av avundsjuka. 
Biologer har känt igen faktorer som omedvetet kan påverka uttrycket av avundsjuka.
Konstnärer har utforskat temat avundsjuka i fotografier, målningar, filmer, sånger, pjäser och böcker. 
Teologer har erbjudit religiösa åsikter om avundsjuka grundat på de heliga skrifterna för sina respektive religioner.